# Chaumet
Chaumet es una casa francesa de joyería y relojería fundada en 1780 por Marie-Étienne Nitot. Con una historia vinculada en sus orígenes a la emperatriz Josefina, esposa de Napoleón Bonaparte, la firma pasó a pertenecer al grupo francés de empresas de productos de lujo LVMH en 1999.

## Historia

### Orígenes: del Antiguo Régimen al Imperio (1780-1815)
Antiguo aprendiz y luego colaborador de Ange-Joseph Aubert (1736-1785), en ese momento joyero de la reina María Antonieta, Marie-Étienne Nitot (1750-1809) fundó su propio negocio en 1780 en París. Nitot engastó el famoso diamante El Regente en la espada consular de Napoleón Bonaparte, la futura "espada de la coronación", en 1802, y luego se convirtió en el joyero oficial del Emperador, y en el más solicitado de Europa. Posteriormente se asoció con su hijo François-Régnault (1779-1853).
En 1805, el emperador francés Napoleón Bonaparte les encargó una tiara para agradecer al papa Pío VII el haber oficiado su ceremonia de coronación. Al presentar esta joya a la pareja imperial, François-Régnault Nitot conoció a la emperatriz Josefina. Apasionada de las joyas, mostró su interés por esta creación e hizo de Nitot su joyero oficial.
La historia de amor de Napoleón con Josefina fue motivo de numerosos pedidos de joyas sentimentales o joyas ceremoniales creadas por Nitot. El joyero creó, en particular, las tiaras de la emperatriz, un símbolo de poder puesto de moda por Josefina. La personalidad de la emperatriz ha seguido inspirando las colecciones de Chaumet.
François-Régnault Nitot se hizo cargo de la joyería de su padre tras la muerte de este en 1809. En 1812, Chaumet se trasladó a la plaza Vendôme, en el n.º 15, en el Hôtel de Gramont (futuro hotel Ritz) y continuó su actividad hasta la caída del Imperio en 1815, y por ello cedió su negocio a su jefe de taller, Jean-Baptiste Fossin (1786-1848), al que se unió en 1830 su hijo Jules Fossin (1808-1869).

### Época del Romanticismo (1815-1889)
Jules Fossin (1808-1869) y sus asociados dirigieron la empresa y se distinguieron por la creación de joyas románticas. Las fuentes de inspiración eran muy variadas y combinaron diferentes épocas y estilos tomados del pasado. Este período está especialmente marcado por la exaltación de la naturaleza, representada en el movimiento y con gran realismo en sus mínimos detalles.
Los Fossin incluyeron entre sus clientes a los miembros de la restaurada monarquía borbónica. Después de la revolución francesa de 1848, la casa Fossin abrió un almacén en Londres, con un taller confiado a Jean-Valentin Morel (1794-1860), ayudado por su hijo Prosper Morel, nacido en 1825. Durante la Exposición Universal de Londres de 1851, Morel retomó la tradición de los esmaltes de los siglos XVI y XVII, y produce copas de piedras finas con bordes esmaltados. La reina Victoria otorgó a Jean-Valentin Morel el sello de proveedor oficial de la casa real. Los Morel regresarían a Francia en 1852, y Prosper Morel sucedió a Jules Fossin en 1862.

### De la Belle Époque a la posguerra (1889-1958)
En 1875, Joseph Chaumet (1852-1928), colaborador de Prosper Morel, se casó con una de las cuatro hijas de este último, Blanche-Marie, y asumió así la dirección de la casa a la que dio su nombre en 1885. En 1907, los talleres y la tienda se trasladaron al número 12 de la plaza Vendôme, en el hotel Baudard de Sainte-James, que sigue siendo hoy la sede de la casa. Joseph Chaumet instaló allí un laboratorio de fotografía para inmortalizar todas las creaciones que saliesen de sus talleres. Entre 1904 y 1914, presentó una decena de patentes, y su contribución hizo avanzar el campo de la gemología.
Joseph Chaumet, durante la belle époque, ofreció joyas inspiradas en la naturaleza. Bajo su liderazgo, las aigrettes, alternativas ligeras a la tiara, se convirtieron en una especialidad de la casa. Clientes como los majarajás de la India o la familia imperial de Rusia mostraron su interés por estas creaciones. El joyero participó en la Exposición Internacional de Artes Decorativas e Industrias Modernas de 1925 en París.
Marcel Chaumet (1886-1964) sucedió a su padre Joseph en 1928, en pleno período art déco. El estilo de la casa se caracterizó entonces por formas geométricas, contrastes de blanco y negro, el uso de piedras semipreciosas e incluso inspiraciones exóticas. Los clientes de  Années Folles se dejan seducir por los collares y diademas que llevan en la frente
En los años 1930, la herencia de Chaumet se reinterpretó en creaciones llenas de volumen y curvas. Durante la Segunda Guerra Mundial, las existencias de Chaumet quedaron escondidas en el campo y la producción se ralentizó hasta el final del conflicto.

### Período 1950-1999
En 1958, los hijos de Marcel Chaumet, Jacques y Pierre, fueron nombrados codirectores generales de la casa. Chaumet entró en un nuevo ciclo de propuestas creativas con colecciones que le permitirieron llegar a un público más amplio, con la apertura de un departamento dedicado a la relojería. La casa también se hizo cargo de Breguet en 1970. Y François Bodet, ejecutivo de la casa Chaumet, posicionó la marca en el segmento de la relojería de alta gama.
A partir de 1961, Chaumet recurrió al diseñador Pierre Sterlé, que trabaja exclusivamente para la casa desde 1976. Con René Morin, aportó una modernidad inesperada al estilo Chaumet: sus creaciones favorecían el juego de volúmenes y materiales, a través de piedras duras esculpidas o incluso oro trabajado según diferentes efectos.
Dirigida por los hermanos Jacques y Pierre Chaumet, la empresa se declaró en quiebra en 1987, con un pasivo de 1.400 millones de francos, es decir tres veces su volumen de negocios anual, en particular debido a las fuertes pérdidas en su actividad de compra y reventa de diamantes, tras la caída de los precios en el mercado mundial. Los dos hermanos fueron declarados culpables de actividades bancarias ilegales, por haber abierto cuentas en su empresa que prometían importantes intereses sobre el principal. Uno de sus clientes fue el ministro Albin Chalandon. Declarados culpables de quiebra, fraude, abuso de confianza y ejercicio ilegal de la profesión de banquero, fueron condenados respectivamente a cinco años de prisión (dos de los cuales cumplió), y a cuatro años (de los que cumplió seis meses), según el veredicto. prestado en diciembre de 1991. El Tribunal de Apelación de París redujo su condena a seis meses de prisión, cumplida en prisión preventiva.

### SigloXXI
Tras esta quiebra fraudulenta, la firma Chaumet fue comprado en 1987 por Investcorp, un fondo de inversión de Baréin. Después de una pérdida neta acumulada de 10 millones de francos en 1995-1997, el grupo obtuvo un volumen de negocios de 280 millones en 1998, siendo adquirido por el grupo LVMH en octubre de 1999. Después de un intento fallido de penetrar en el mercado americano a finales de los años 1990, la casa recurrió a los mercados asiáticos y luego a Oriente Medio para mejorar su crecimiento.
En 2006, la marca se estableció en China, donde abrió numerosas boutiques. China representa una parte importante de las ventas de joyas de la compañía.
El 13 de noviembre de 2009, Chaumet fue víctima de un robo por valor de 1,9 millones de euros.
En la década de 2010, la casa lanzó sus colecciones exclusivas siguiendo la línea de la antigua colección Liens, con las líneas Joséphine (inspirada por la Emperatriz, su primera gran clienta) y Bee My Love en 2011. Estas colecciones y creaciones de alta joyería están al alcance de una clientela internacional.
En 2015, Jean-Marc Mansvelt asumió la dirección de la casa, de la que permaneció al frente durante nueve años. En 2024, le sucedió en el cargo Charles Leung, exdirector de la empresa de joyería Fred.

## Iniciativas ecológicas y filantrópicas

### Compromisos con el medio ambiente
Chaumet es, en particular, miembro del Responsible Jewellery Council, la principal organización de normalización mundial en términos de desarrollo sostenible para la joyería y la relojería. Esta entidad analiza el impacto ético, social y ambiental de la industria. Chaumet dispone así de la certificación de la procedencia responsable de sus piedras.
Como parte del grupo LVMH, Chaumet también integra el programa Life360, que tiene como objetivo preservar la biodiversidad y el clima, y se estructura en torno a cuatro pilares: circularidad creativa, protección de la biodiversidad, una política de total transparencia y reducción del 55 % de su impacto climático.

### Patrocinio y filantropía
En 2023, Chaumet organizó la primera edición de los Echo Culture Awards. El galardón premia a los proyectos liderados por mujeres cuyo objetivo sea permitir el acceso a la cultura a todos los públicos, a través de conferencias, intervenciones educativas o acciones solidarias. Los jóvenes alejados de entornos artísticos pueden así beneficiarse de actividades en torno a la literatura, el teatro, la fotografía o la música. El jurado de la primera edición estuvo presidido por la actriz francesa Sandrine Kiberlain.
Ese mismo año, Chaumet presentó un nuevo patrocinio: Le Petit Mob', una iniciativa en colaboración con Mobilier national, que permite a los niños descubrir oficios relacionados con la artesanía.

## Acciones culturales y artísticas
Chaumet organiza periódicamente exposiciones en torno a su patrimonio y su historia para presentar sus piezas históricas y contemporáneas. En 2017 presentó su exposición Imperial Splendors en la Ciudad Prohibida de Pekín. La exposición, que reunió cerca de 3.000 objetos, mostraba un diálogo poético entre las artes de la joyería china y francesa. Al año siguiente, realizó la exposición Les Mondes de Chaumet en Tokio, que presenta creaciones de joyería de su herencia y repasa la historia de sus vínculos con Japón. Más adelante, en 2019, se presentó Chaumet en Majesté. Joyas de soberanos desde 1780, exposición dirigida por Stéphane Bern y Christophe Vachaudez, en Mónaco.
En 2022, Chaumet presentó Végétal - La Escuela de Belleza en la Escuela de Bellas Artes (París), que vincula la naturaleza, la joyería y diferentes artes: la pintura, el dibujo y la escultura. La exposición Una Edad de Oro se presentó en las dependencias comerciales de la plaza Vendôme en 2023. El evento revisaba dos décadas distintas de la historia creativa de la casa Chaumet, con 140 objetos inspirados en los movimientos punk, hippie o los años de la música disco.
En 2020, Chaumet lanzó el pódcast Conversaciones Virtuosas. Los episodios versan sobre las conversaciones entre un empleado y un artesano. En 2023, la empresa es elegida para diseñar las medallas Jeux Olympiques et Paralympiques de Paris 2024

## Colecciones
Las tres colecciones emblemáticas de Maison Chaumet son Josephine, Liens y Bee My Love.
- Lanzada en 2010, la colección Joséphine está inspirada en la emperatriz Joséphine, la primera cliente importante de la Casa.[59]
- La colección Liens forma parte de la tradición de joyería sentimental.[60] Utiliza este motivo, símbolo del vínculo entre dos personas[61] Las primeras piezas de la colección se crearon en 1977.
- La colección Bee My Love está inspirada en la abeja, símbolo imperial vinculado a la historia de Chaumet, joyero de Joséphine y Napoleón. Las primeras creaciones de Bee My Love se lanzaron en 2011.[62]

## Organización
Chaumet es parte del grupo LVMH. La empresa está integrada en las marcas de relojería y joyería.
La sede histórica del número 12 de la plaza Vendôme reúne la tienda, el taller de alta joyería y los grandes salones donde Chaumet expone sus archivos y sus creaciones patrimoniales.

### Joyería
Desde la creación de la casa, los jefes de taller han sido formados por sus predecesores. Bajo la dirección de Benoit Verhulle, decimotercer jefe del taller desde 1780, numerosos joyeros, engastadores, pulidores y aprendices elaboran a mano pedidos especiales y colecciones de alta joyería. El primer paso es interpretar los dibujos del estudio de diseño, que ilustran el arte de la emblemática línea (160) de Chaumet. Una de las prácticas específicas de la empresa es el trabajo sobre modelos de joyería en alpaca, lo que permite mostrar la forma o el volumen de la joyería al patrocinador, antes de realizarla en el taller. Las gemas con las que están engastados son seleccionadas y combinadas por el departamento de piedras de la casa.

### Relojería
La firma comenzó a fabricar relojes a principios del siglo XIX. El par de relojes de pulsera de 1811, encargados por Eugène de Beauharnais para su esposa Auguste-Amélie de Bavière y creados por Nitot, se consideran los relojes de pulsera más antiguos. Fueron elaborados en oro con perlas y esmeraldas. Fue en esta época cuando la casa logró colocar esferas en miniatura en el centro de sus pulseras.
A mediados del siglo XX, Chaumet reabrió un departamento dedicado a la relojería, y compró Breguet en 1970. La firma sigue siendo fiel a su tradición de relojería-joya: sus relojes son ante todo joyas que marcan la hora.